# Symplectoscyphus macrogonus
Symplectoscyphus macrogonus är en nässeldjursart som först beskrevs av Trebilcock 1928.  Symplectoscyphus macrogonus ingår i släktet Symplectoscyphus och familjen Sertulariidae. Inga underarter finns listade i Catalogue of Life.